# Erik Friberg
Erik Friberg (Lindome, Suecia, 10 de febrero de 1986) es un exfutbolista sueco que jugaba en la posición de mediocampista.

## Selección nacional
Fue internacional con la selección de fútbol de Suecia.

## Clubes
| Club               | País           | Año       |
| ------------------ | -------------- | --------- |
| Västra Frölunda IF | Suecia         | 2005-2006 |
| BK Häcken          | Suecia         | 2007-2010 |
| Seattle Sounders   | Estados Unidos | 2011      |
| Malmö FF           | Suecia         | 2012-2014 |
| Bologna F. C. 1909 | Italia         | 2014-2015 |
| Esbjerg fB         | Dinamarca      | 2015      |
| Seattle Sounders   | Estados Unidos | 2015-2016 |
| BK Häcken          | Suecia         | 2017-2022 |

## Palmarés

### Títulos nacionales
| Título              | Club             | País           | Año  |
| ------------------- | ---------------- | -------------- | ---- |
| U. S. Open Cup      | Seattle Sounders | Estados Unidos | 2011 |
| Allsvenskan         | Malmö FF         | Suecia         | 2013 |
| Supercopa de Suecia | Malmö FF         | Suecia         | 2013 |
| MLS Cup             | Seattle Sounders | Estados Unidos | 2016 |
| Copa de Suecia      | BK Häcken        | Suecia         | 2019 |
| Allsvenskan         | BK Häcken        | Suecia         | 2022 |